# Shine Louise Houston
Pour les articles homonymes, voir Shine, Louise et Houston.
Shine Louise Houston est une réalisatrice, productrice, actrice et scénariste américaine.

## Biographie
Shine Louise Houston a fondé la société de production de films pornographiques queer Pink and White Productions.

## Filmographie
| année | titre                                        | réalisatrice | productrice | scénariste | actrice                  | notes         |
| ----- | -------------------------------------------- | ------------ | ----------- | ---------- | ------------------------ | ------------- |
| 2006  | The Crash Pad                                | Oui          |             |            |                          | long métrage  |
| 2007  | Superfreak                                   | Oui          |             |            | le fantôme de Rick James | long métrage  |
| 2007  | In Search of the Wild Kingdom                | Oui          |             |            |                          | long métrage  |
| 2007  | Matt and Khym: Better Than Ever              |              | Oui         |            |                          | documentaire  |
| 2008  | Bill and Desiree: Love Is Timeless           |              | Oui         |            |                          | documentaire  |
| 2009  | Champion: Love Hurts                         | Oui          |             |            |                          | long métrage  |
| 2014  | Bed Party: Eden Alexander and Sebastian Keys | Oui          |             |            | Shine Louise Houston     | court métrage |
| 2014  | Put the Needle on the Record                 | Oui          | Oui         | Oui        |                          | court métrage |
| 2016  | Snapshot                                     | Oui          |             | Oui        |                          | long métrage  |